# Arachnolithulus
Genre
Arachnolithulus est un  genre fossile d'araignées aranéomorphes de la famille des Ochyroceratidae.

## Distribution
Les espèces de ce genre ont été découvertes dans de l'ambre de la République dominicaine. Elles datent du Néogène.

## Liste des espèces
Selon The World Spider Catalog 18.0 :
- †Arachnolithulus longipes Wunderlich, 2004
- †Arachnolithulus pygmaeus Wunderlich, 1988

## Publication originale
- Wunderlich, 1988 : Die fossilen Spinnen im dominikanischen Bernstein. Beiträge zur Araneologie, vol. 2, p. 1–378.